# ウルグアイの世界遺産
ウルグアイの世界遺産 （ウルグアイのせかいいさん）はユネスコの世界遺産に登録されているウルグアイ国内の文化・自然遺産。
※この項目はウィキプロジェクト 世界遺産に準じて作成されています

## 文化遺産
- コロニア・デル・サクラメントの歴史的町並み - （1995年）
- フライ・ベントスの産業と結びつく文化的景観 - （2015年）
- 技師エラディオ・ディエステの作品：アトランティダの聖堂 - （2021年）

## 自然遺産
なし

## 複合遺産
なし